# Korejez (Schiff, 1887)
Korejez (russisch Кореец) war der Name eines seegehenden Kanonenbootes der Kaiserlich Russischen Marine. 1887 in Dienst gestellt, wurde es 1904 nach dem Gefecht vor Tschemulpo von der Besatzung gesprengt. Die Korejez war Typschiff einer Klasse von acht Booten. Der Name des Bootes entspricht der russischen Bezeichnung für einen Einwohner Koreas.
Die Korejez wurde im Dezember 1885 bei Bergsunds Mekaniska Verkstads in Stockholm auf Kiel gelegt. Der Stapellauf fand am 7. August 1886 statt. Das Boot wurde 1887 nach erfolgter Ausrüstung in Dienst gestellt.

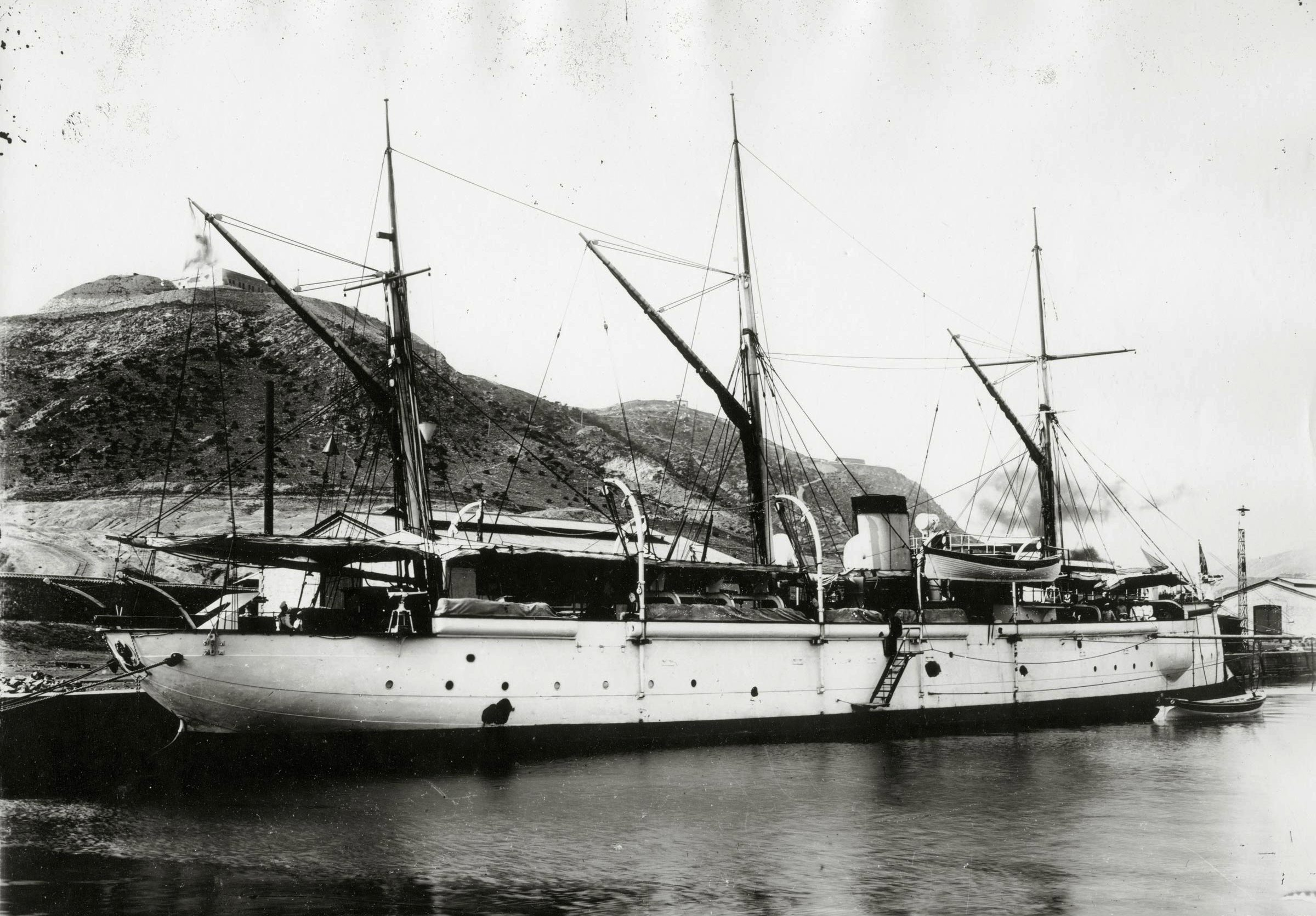
Korejez nach der Beschießung der Taku-Forts

Von 1895 bis 1900 diente die Korejez im Fernen Osten, wohin sie aus der Ostsee verlegt worden war. Sie versah den Stationsdienst in japanischen, koreanischen und chinesischen Häfen. Im Jahr 1900 nahm sie mit einem multinationalen Geschwader an der Niederschlagung des Boxeraufstandes in China teil. Am 16. Mai verließ das Boot mit anderen Schiffen unter Führung Admirals Weselago Port Arthur und trat am 18. Mai in die Kampfhandlungen ein. Am 4. Juni beschoss die Korejez mit anderen Booten (der britischen Algerine, der deutschen Iltis, der russischen Bobr, der französischen Lion und der russischen Giljak) die Taku-Forts. Die Korejez erhielt sechs Treffer, neun Mann der Besatzung wurden getötet, 20 verwundet. Für Tapferkeit im Kampf wurde das Boot mit dem silbernen St.-Georgs-Horn ausgezeichnet. Ein bei Taku eroberter chinesischer Zerstörer der Haj-Jing-Klasse wurde nach dem im Kampf gefallenen Artillerieoffizier E. N. Burakow in Leutnant Burakow benannt.
Bei Ausbruch des Russisch-Japanischen Krieges befand sich das Boot zusammen mit dem Kreuzer 1. Ranges Warjag im koreanischen Hafen Incheon. Am 8. Februar 1904 lief das Boot mit einer dringenden Meldung nach Port Arthur aus, obwohl ein japanisches Geschwader unter Führung von Konteradmiral Uryū Sotokichi den Hafen blockierte. Da das Geschwader der Korejez den Weg verlegte, befahl der Kommandant des Bootes die Rückkehr in den koreanischen Hafen. In diesem Augenblick feuerten japanische Minenleger drei Torpedos auf die Korejez ab. Zwei Torpedos liefen nah am Boot vorbei, der dritte versank in unmittelbarer Nähe des Bootes. Obwohl der Kommandant des Bootes nach dem Erreichen der Reede des neutralen koreanischen Hafens Feuereinstellung befohlen hatte, feuerte die Bedienung einer der 3,7-cm-Kanonen noch zwei Granaten auf den Feind ab.

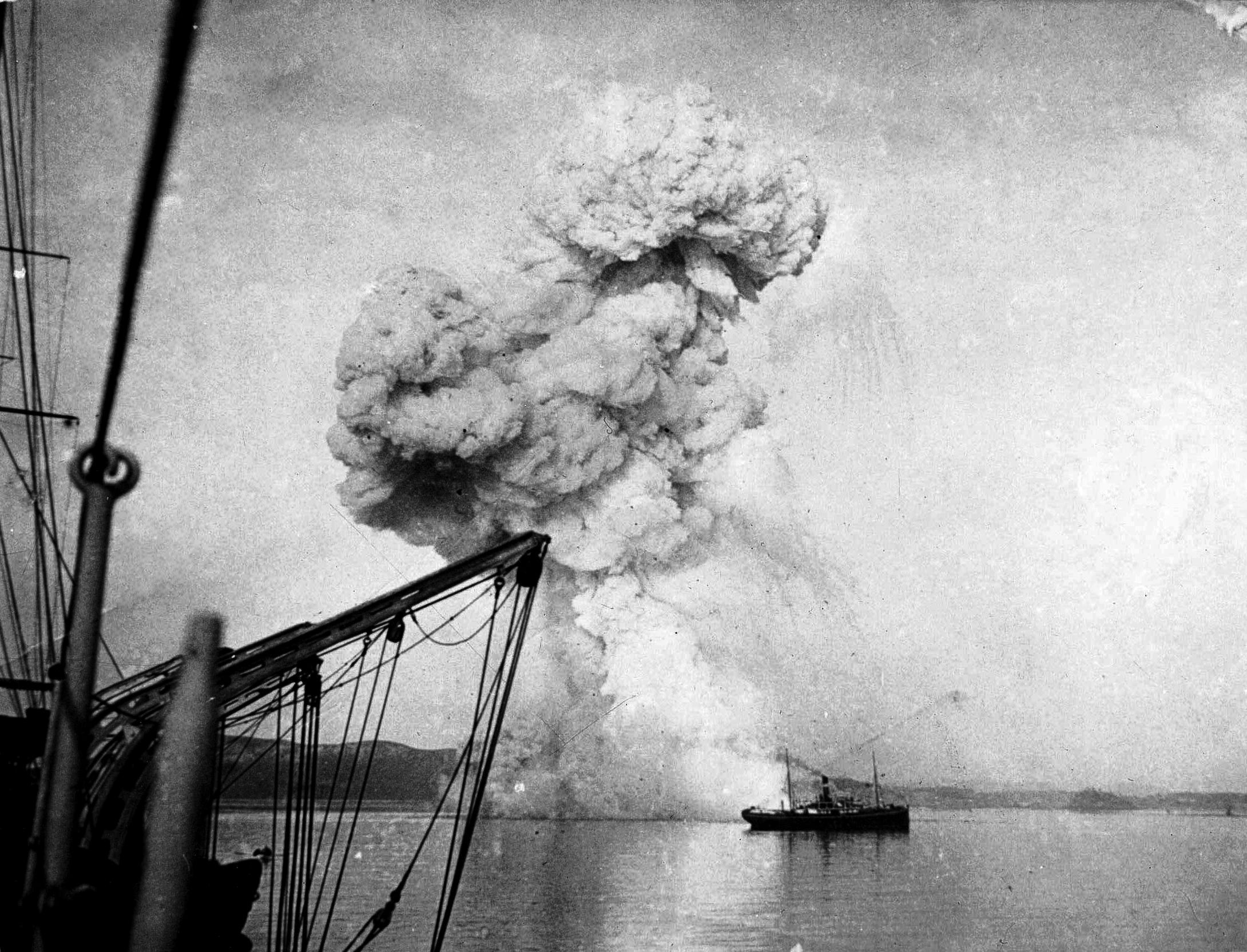
Explosion der Korejez

Am 9. Februar 1904 versuchten die Warjag und die Korejez, die japanische Blockade zu durchbrechen. Der Kampf begann um 11:45 Uhr und dauerte ungefähr eine Stunde an. Da das Gefecht auf große Entfernungen geführt wurde, erreichte keine der 52 abgefeuerten Granaten der Korejez ihr Ziel. Das japanische Feuer lag größtenteils zu weit und rief auf dem Boot keine Schäden hervor. Lediglich die Splitter eines japanischen Schrapnells durchschlugen die Wand einer Abteilung. An Bord der Korejez gab es keine Verluste.
Damit das Boot nicht unbeschädigt in feindliche Hand fiel, wurde es um 15:55 Uhr nach dem Ende des Gefechtes von der Besatzung gesprengt. Die Besatzung ging an Bord des französischen Kreuzers Pascal und kehrte über Saigon nach Russland zurück. In Sankt Petersburg wurden alle Offiziere des Bootes mit dem St.-Georgs-Orden 4. Klasse ausgezeichnet, die Besatzung mit dem Ehrenzeichen dieses Ordens. Zu Ehren des Mutes der Besatzung wurde die Medaille „Für den Kampf der Warjag und der Korejez vor Tschemulpo“ (За бой «Варяга» и «Корейца» при Чемульпо) gestiftet, die an alle Angehörige der Besatzung verliehen wurde.
1905 wurde das Boot von den Japanern gehoben und abgebrochen.